# Saltasauridae
A Saltasauridae a hüllők (Reptilia) osztályának dinoszauruszok csoportjába, ezen belül a hüllőmedencéjűek (Saurischia) rendjébe, a Sauropodomorpha alrendjébe és a Sauropoda alrendágába tartozó család.

## Rendszerezés
A családba az alábbi alcsaládok és nemek tartoznak:
- Argyrosaurus (Argentína)
- Bonatitan (Argentína)
- Iuticosaurus (Egyesült Királyság)
- Lirainosaurus (Spanyolország)
- Maxakalisaurus (Brazília)
- Pellegrinisaurus (Argentína)
- Quaesitosaurus (Mongólia)
- Rinconsaurus (Argentína)
- Sonidosaurus (Kína)
  - Opisthocoelicaudiinae
- Alamosaurus (Amerikai Egyesült Államok)
- Borealosaurus (Kína)
- Huabeisaurus? (Kína)
- Isisaurus (India)
- Opisthocoelicaudia (Mongólia)
  - Saltasaurinae
- Neuquensaurus (Argentína)
- Saltasaurus típusnem (Argentína, Uruguay)